# رودولف کلاپکا
رودولف کلاپکا (انگلیسی: Rudolf Klapka; ۲۴ فوریهٔ ۱۸۹۵ – ۱۱ سپتامبر ۱۹۵۱) بازیکن فوتبال اهل چکسلواکی بود.
از باشگاه‌هایی که در آن بازی کرده‌است می‌توان به باشگاه فوتبال ویکتوریا ژیژکوف اشاره کرد.
وی همچنین در تیم ملی فوتبال چکسلواکی بازی کرده‌است.